# Комплекс хімії хлору та мономеру вінілхлориду в Фос-сюр-Мер
Комплекс хімії хлору та мономеру вінілхлориду в Фос-сюр-Мер — виробничий майданчик хімічного спрямування на південному сході Франції.
В 1974—1976 роках компанія Produits Chimiques Ugine Kuhlmann (PCUK) збудувала та ввела в дію у Фос-сюр-Мер установку електролізу потужністю 80 тисяч тонн хлору на рік. Як це і належить таким виробництвам, вона одночасно продукувала каустичну соду (її головними споживачами були глиноземні заводи) та водень. Сировину для електролізу — хлорид натрію — постачали по розсолопроводу Вовер – Фос-сюр-Мер – Лавера з соляної копальні Вовер.
Первісно хлор відправляли на інші заводи PCUK, проте вже у 1977-му прийняли рішення щодо спорудження в Фос-сюр-Мер виробництва мономеру вінілхлориду потужністю 200 тисяч тонн на рік. Проект реалізували через спільне підприємство Société du Chlorure de Vinyle de Fos (SCVF), власниками якого стали Shell (60 %) та PCUK (40 %). Продукування зазначеного мономеру стартувало в 1980-му і того ж року потужність установки електролізу збільшили до 150 тисяч тонн на рік, при цьому більшість цього обсягу споживалось на самому майданчику. Shell по трубопроводу постачала з належної їй установки парового крекінгу в Берр (за два десятки кілометрів на схід) етилен, реакцією якого з хлором отримували дихлоретан, після чого з останнього дегідрогалогенуванням продукували мономер вінілхлориду. Далі мономер відправляли на заводи полівінілхлориду (ПВХ) в Етан-де-Берр та Сен-Фон (останній став до ладу ще в 1940-му та первісно сам продукував мономер — на той час реакцією ацетилену та соляної кислоти). Крім того, мономер могли відвантажувати морським шляхом через запущений в тому ж 1980 році термінал.
Ще одним напрямком використання хлору стало продукування трихлориду фосфору, для чого хлор пропускають через жовтий (білий) фосфор. Воно стало до ладу в тому ж 1980-му і первісно мало потужність 10 тисяч тонн на рік, а в 1987-му було розширене до 14,6 тисяч тонн на рік. У підсумку цей цех проіснував біля трьох десятків років та був зупинений в 2011-му. Фосфор отримували з хімічного майданчику в Еп'єррі.
Враховуючи, що завод почав роботу з фосфором, в 1990-му ввели в дію виробництво декасульфиду тетрафосфору (отримують сплавленням фосфору та сірки) потужністю 24 тисячі тонн на рік. Це цех наразі вже теж не працює — він був зупинений вже в 2000-му та відданий під демонтаж в 2008-му.
В 1983-му активи PCUK унаслідок злиття перейшли до компанії Atochem (в 1992-му була перейменована на Elf Atochem), що належала нафтогазовій Elf-Aquitaine. В 1998-му оголосили, що частку Shell у заводі мономеру вінілхлориду домовилась придбати японська корпорація Shin-Etsu. Ця угода підлягала затвердження іншим учасником SCVF і не була виконана, втім, Shell все-таки вийшла зі складу акціонерів — вже у 1999-му SCVF перетворилась на Vinylfos, в якій 79 % належало Elf Atochem (з 2000-го стала Atofina, що відображало поглинання Elf-Aquitaine нафтогазовим гігантом Total), а ще 21 % дістався SolVin (спільне підприємство бельгійської Solvay та німецької BASF з частками 75 % та 25 % відповідно).
На той час майданчик став ще потужнішим — в 1991-му установку мономеру вінілхлориду розширили до показника у 400 тисяч тонн на рік, а в 1992-му запустили електролізер, що довів продуктивність по хлору до 300 тисяч тонн на рік. Відбувались і зміни у логістиці, так наприкінці 1990-х викупили дві баржі «Samoen» та «Passaat», які переобладнали для перевезення вінлхлориду по Роні. Вони розвантажували доправлену продукцію у Сен-Фон, де вона надходить не лише на завод ПВХ, але й до приймального терміналу продуктопроводу Сен-Фон — Балан. Що стосується закупівель етилену, то він може надходити не лише з Берр, але й з піролізного майданчику в Лавері (підключений до етиленопроводу Лавера — Сент-Обан, що проходить через Берр).
Є відомості, що станом на 2018 рік річна потужність майданчику становила 340 тисяч тонн хлору (з них 179 тисяч тонн діафрагменним та 161 тисяча тонн мембранним методом) та 430 тисяч тонн мономеру вінілхлориду. Втім, у присвяченій модернізації проектній документації від грудня 2021-го дозволена потужність майданчику по хлору вказана як 300 тисяч тонн, а по мономеру вінілхлориду — як 400 тисяч тонн на рік. Крім того, можуть продукувати 328 тисяч тонн каустичної соди та 100 млн м3 водню. Останній як постачається сусіднім споживачам по трубопроводам, так і використовується на самому майданчику для продукування соляної кислоти та спалювання у котельні з метою продукування пари.
В 2021-му з метою підвищення надійності поставок етилену в Фос-сюр-Мер спорудили приймальний термінал, що дозволяє імпортувати етилен морським шляхом, та сховище етилену ємністю 17 тисяч тонн. Крім того, облаштували причал для поставок солі, що мало частково замінити поставки по розсолопроводу з Вовер. Також в першій половині 2020-х узялись за спорудження двох нових барж для перевезень мономеру вінілхлориду, які мали отримати гібридні двигуни.
Що стосується приналежності майданчику, то зміни власників не завершились на Atofina. В 2004-му вона була трансформована у Arkema з метою певного відокремлення від Total та виводу на біржу, а в 2012-му Arkema продала свій бізнес з виробництва вінілхлориду компанії Kem One, що належала Klesch Group. У 2014-му на тлі кризових процесів у капітал Kem One увійшов французький підприємець Alain de Krassny, що станом на 2015-й сконцентрував 90 % частку Kem One. В 2021-му De Krassny GmbH продала свої акції інвестиційному фонду Apollo Funds.